# Judith décapitant Holopherne (Gentileschi, Naples)
Pour les articles homonymes, voir Judith et Holopherne.
Ne doit pas être confondu avec Judith décapitant Holopherne (Gentileschi, Florence).
Judith décapitant Holopherne est un tableau de l'artiste peintre baroque italienne Artemisia Gentileschi réalisé entre 1612 et 1613 et conservé au musée de Capodimonte à Naples.
En 1620, Artemisia Gentileschi a peint un tableau représentant la même scène intitulé également Judith décapitant Holopherne, œuvre conservée au musée des Offices à Florence.

## Thème
L’œuvre met en scène Judith qui tranche la tête du général Holopherne. L’œuvre illustre une scène biblique devenue courante dans le monde de la peinture depuis la Renaissance, et qui fait partie d'un topos intitulé « pouvoir des femmes » qui les montre  dominant des hommes puissants. Tiré du livre de Judith des textes apocryphes bibliques, le tableau s'intéresse au moment où Judith, assistée de sa servante, décapite le général qui s'est endormi ivre.

## Analyse

### Analyse esthétique
Le tableau est d'une grande intensité physique, qu'il s'agisse des grands jets de sang qui jaillissent de la blessure ou de l'énergie déployée par les deux femmes qui commettent cet assassinat. L'effort est particulièrement bien représenté sur le visage de la servante, personnage absent de la Bible, qui est ici beaucoup plus jeune que dans la plupart des tableaux sur ce sujet : on la voit saisie au col par le poing énorme et musculeux d'Holopherne, qui lutte pour sa survie.

### Analyse thématique
La scène est tirée d'un épisode biblique, mais c'est elle-même qu'Artemisia Gentileschi emploie comme modèle pour Judith, tandis qu'Holopherne a les traits de son ancien mentor et violeur Agostino Tassi, et qu'il est dans une position similaire à celle où était Artémisia lors de son viol, tel que décrit dans son procès ; celui-ci se déroula d'ailleurs l'année de réalisation de ce tableau. Mary Garrard, biographe de Gentileschi, suggère une vision autobiographique de ce tableau et montre qu'il fonctionne comme une expression cathartique de la rage intime (et peut-être silencieuse) qui anime l'artiste. Pour Marie-Jo Bonnet, il s'agit plutôt d'une manière de positionner Judith en fonction de réparatrice.
La servante a un rôle actif dans ce tableau, contrairement par exemple à la version de Caravage où elle est mise en position de spectatrice ; Marie-Jo Bonnet y voit une affirmation de sororité et rapproche ce tableau des trois Judith et sa Servante de la peintre.
En 1979, Lea Lublin réalise lors d'une exposition de la galerie Yvon Lambert Le milieu du tableau, un ensemble de quatre croquis accompagné d'un texte. Cette œuvre est une relecture du tableau de Gentileschi, montrant que la composition suggère un accouchement avec deux sages-femmes plutôt qu'une décapitation. Marie-Jo Bonnet parle « d'un extraordinaire travail d'élaboration psychique au cours duquel la victime renverse l'histoire de la violence, se met au monde comme artiste et ouvre de nouvelles perspectives à l'art des femmes ».

## Influence
Le tableau de Caravage sur le même sujet constitue probablement l'influence principale sur cette œuvre, à cause du naturalisme et de la violence qui transparaissent sur la toile. Dans chacun des deux tableaux, on note l'absence de détail décoratif en arrière-plan. Le père d'Artemisia, Orazio Gentileschi, lui-même peintre célèbre, avait été très influencé par Caravage et avait peint sa propre version de la scène de Judith et Holopherne.

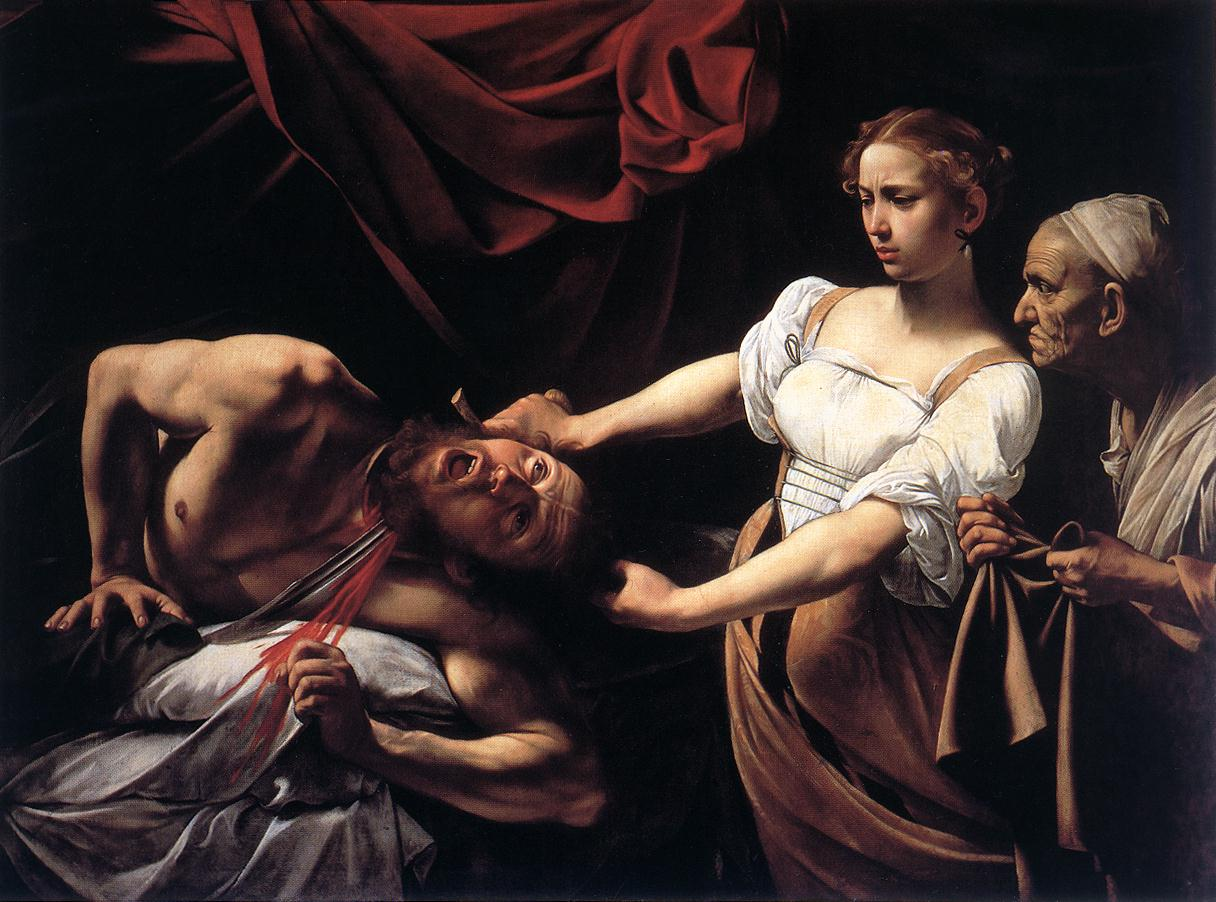
Version de Caravage.
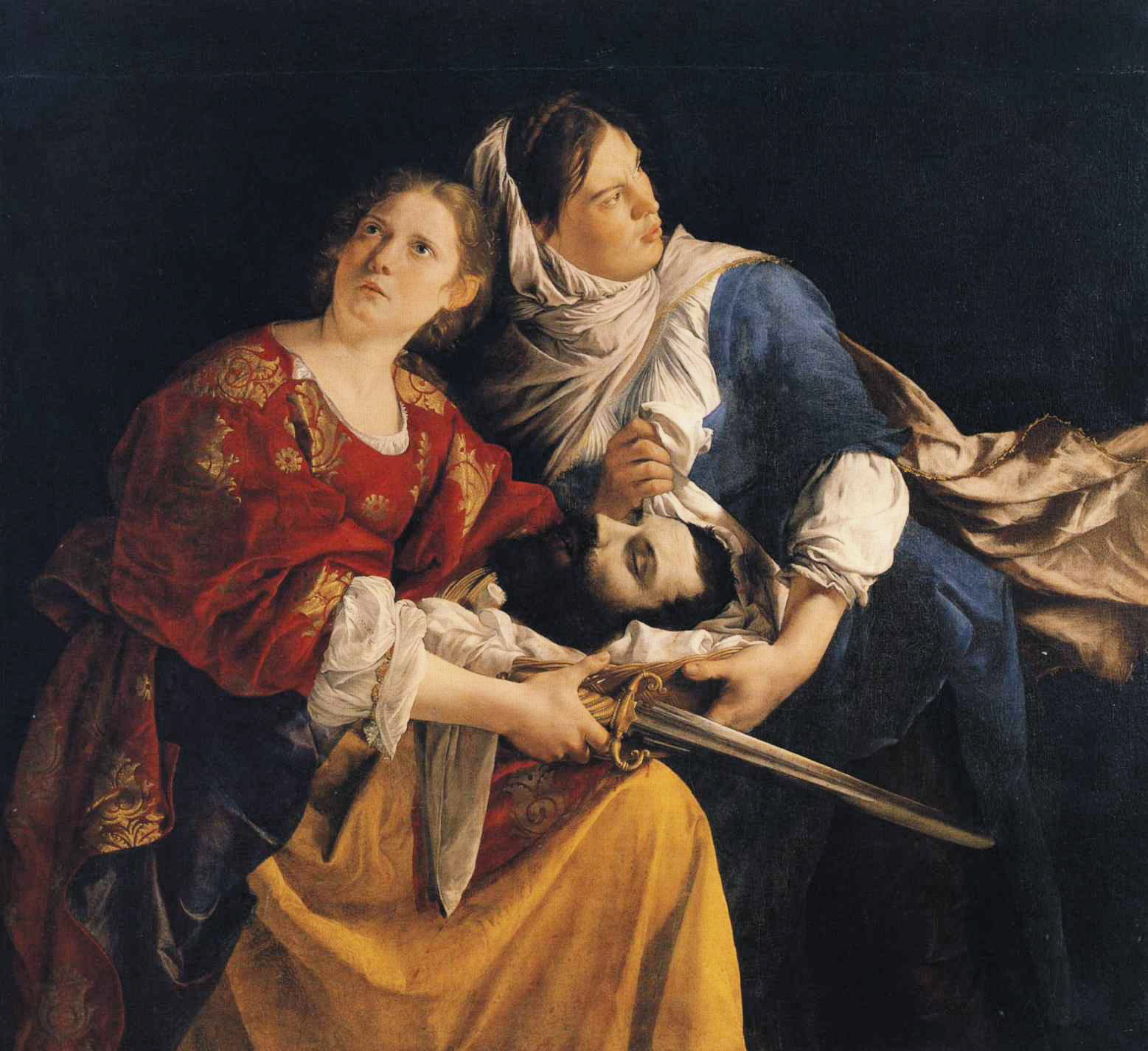
Version d'Orazio Gentileschi.